# Феодор Филес
Феодор Комнин Филес (греч. Θεόδωρος Φιλῆς, также известный как Феодор Фил) — византийский государственный деятель и дипломат середины XIII века, претор, наместник Фессалоник и прилегающих земель.

## Биография
Феодор Филес принадлежал к роду Филесов, выдвинувшемуся в ряды византийской аристократии в середине XIII века. При никейском императоре Иоанне III Ватаце он был одним из приближённых и преданных василевсу людей. Между 1249 и 1252 годами после смерти Андроника Комнина Палеолога Феодор Филес был назначен новым наместником Фессалоник и никейских гарнизонов в Македонии. В 1253 году Феодор Филес обвинил сына и наследника Иоанна III Ватаца Феодора Ласкариса в сексуальных домогательствах и обнародовал их, чем вызвал гневную реакцию последнего. Ласкарис в ответ на это обвинение заявил, что Филес причастен к смерти своего близкого друга, некого Трибадеса. Несмотря на такого рода обвинения своего сына, Иоанн III Ватац не стал серьёзно наказывать наместника Фессалоник, оставив за последним его должность. В результате этих обвинений отношения между Ласкарисом и Филесом стали напряжёнными, а последний стал одним из самых опасных политических противников будущего никейского императора.
В 1255 году ставший к тому моменту императором Феодор Ласкарис лишил Филеса должности наместника и приказал ослепить. Вскоре после этого бывший наместник Фессалоник примкнул к оппозиции никейскому императору, а позже стал сторонником будущего василевса Михаила VIII Палеолога.
В 1258 году, после смерти Феодора Ласкариса, Феодор Филес присутствовал на собрании недовольной властью умершего василевса знати. В августе того же года Филес был одним из убийц видного никейского государственного деятеля Георгия Музалона. Также известно, что Феодор Филес присутствовал на другом собрании византийской знати, где предлагал Михаилу VIII Палеологу занять престол и стать полноправным императором.
В 1259 году Феодор возглавил посольство Никейской империи к эпирскому деспоту Михаилу II Комнину Дуке, который был в то время противником василевса. Филес должен был добиться примирения между Никейской империей и Михаилом, как сообщает современник тех событий Георгий Акрополит, на выгодных для Эпира условиях. Но Михаил Дука даже не принял посольство. Феодор в ответ предупредил деспота, что тот, как пишет Георгий Акрополит, скоро потерпит поражение от никейского императора. Далее Филес отправился обратно в Никейскую империю, как сообщает Акрополит, где доложил ставшему к тому моменту василевсом Михаилу VIII Палеологу о результатах переговоров.

## Семья
Известно, что у Феодора Филеса был сын Алексей Филес, будущий великий доместик и византийский военачальник.